# Polizeiorchester Bayern

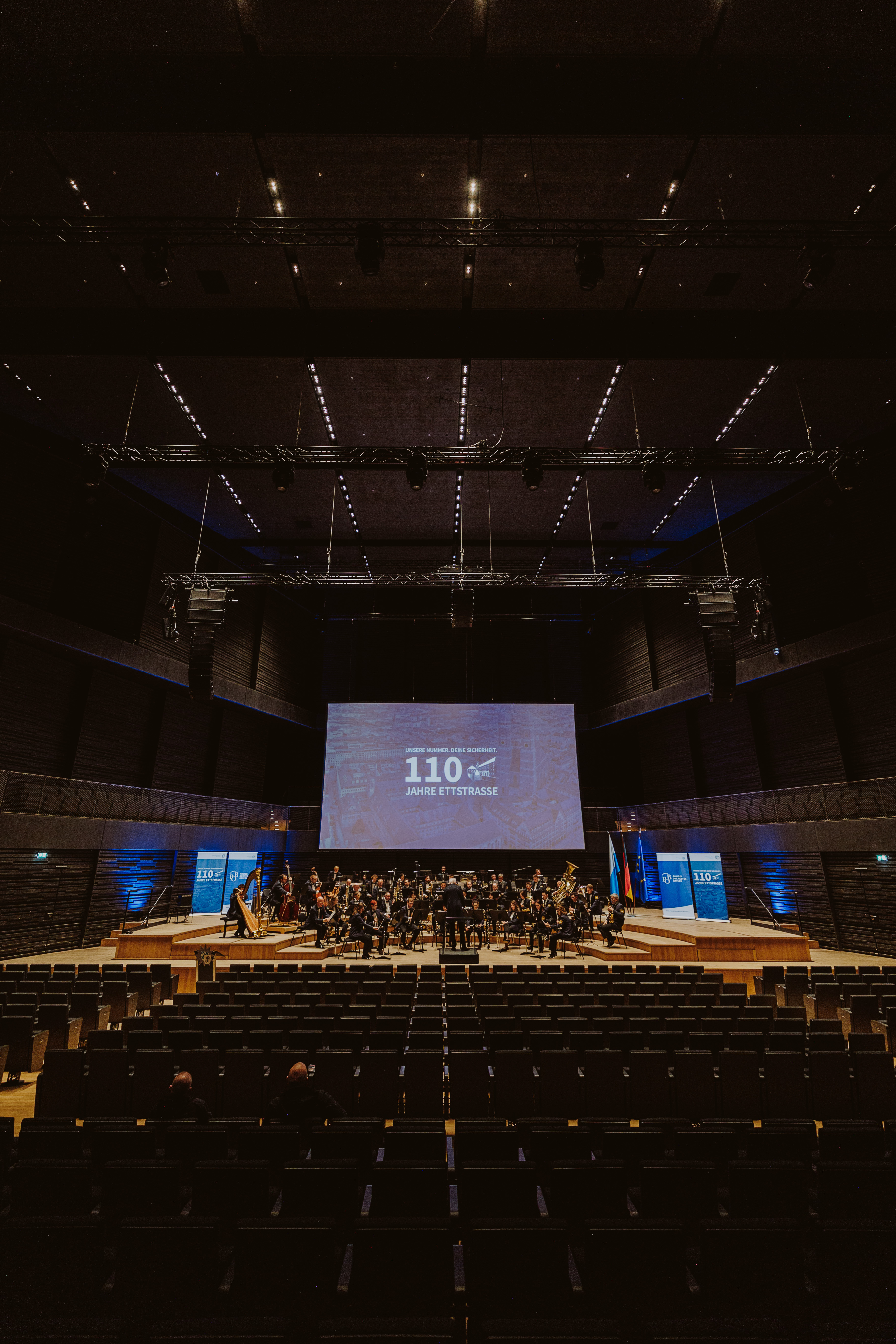
Das Polizeiorchester Bayern auf der Bühne der Isarphilharmonie München

Das Polizeiorchester Bayern (1951–1990: Musikzug der Bayerischen Bereitschaftspolizei, 1990–2010 Musikkorps der Bayerischen Polizei) ist das professionelle sinfonische Blasorchester der Bayerischen Polizei. Es ist der Bayerischen Bereitschaftspolizei zugeordnet und hat seinen Sitz in München, Rosenheimer Str. 130. Seit 1. Mai 2010 trägt der Klangkörper den heutigen Namen. Seit 2006 steht das Polizeiorchester Bayern unter der Leitung des Generalmusikdirektors der Bayerischen Polizei Johann Mösenbichler.

## Geschichte
Die Wurzeln des Orchesters gehen auf den 12. November 1951 zurück. An diesem Tag wurde ein Musikzug der Bayerischen Bereitschaftspolizei in Rebdorf bei Eichstätt gegründet. Der erste Auftritt in der Öffentlichkeit war im Dezember 1951 anlässlich der Vereidigung neu eingestellter Polizeianwärter in Fürstenfeldbruck. Da sich die Auftritte zunehmend auf die Landeshauptstadt und den oberbayerischen Raum konzentrierten, wurde das Orchester 1954 nach München verlegt und zwischenzeitlich in „Musikkorps der Bayerischen Polizei“ umbenannt. Seit 2010 trägt das Orchester seinen jetzigen Namen „Polizeiorchester Bayern“. Aus ursprünglich 30 Polizisten entwickelte sich ein konzertantes Blasorchester, bestehend aus 45 studierten Berufsmusikern. Das Orchester ist seit 2022 Teil der Bayerischen Orchesterakademie.

## Aufgaben
Das Polizeiorchester Bayern leistet einen Beitrag zur Öffentlichkeitsarbeit der Polizei. Es spielt jährlich rund 50 Benefizkonzerte zu sozialen, karitativen und kulturellen Zwecken in ganz Bayern. Im Rahmen dieser Wohltätigkeitsveranstaltungen arbeitet das Orchester mit Vereinen, Stiftungen sowie Kultur- und Tourismusämtern zusammen. Dadurch trägt das Polizeiorchester Bayern zur Imagepflege, Bürgernähe und Nachwuchsgewinnung der Bayerischen Polizei bei. Gleichzeitig werden durch die erzielten Erlöse soziale, karitative und kulturelle gemeinnützige Zwecke unterstützt. Durch hohe künstlerische Qualität sowie ein umfangreiches Repertoire mit besonderen Arrangements und Kompositionen hat es sich das sinfonische Blasorchester zum Ziel gemacht, ein breites Publikum anzusprechen.
Darüber hinaus wird das Polizeiorchester Bayern bei dienstlichen Veranstaltungen, sowie durch die Bayerische Staatsregierung und das Bayerische Staatsministerium des Innern zu repräsentativen Anlässen, eingesetzt.

## Besetzung
Das Polizeiorchester Bayern weist folgende Besetzung auf: 3 Flöten (1 davon auch Piccolo), 2 Oboen (1 davon auch Englischhorn), 2 Fagotte, 9 Klarinetten (je eine davon auch Es-Klarinette, Bassklarinette und Kontrabassklarinette), 4 Saxophone (AATB), 4 Trompeten, 2 Flügelhörner (auch Kornett und Trompete), 4 Hörner, 2 Euphonien (auch Tenorhorn und Bariton), 3 Posaunen (1 davon Bassposaune), 3 Tuben (1 davon auch F-Tuba), 5 Schlagwerker, 1 Kontrabass (auch E-Bass), 1 Dirigent. Darüber hinaus wirken seit 2022 regelmäßig Praktikanten der Bayerischen Orchesterakademie im Orchester mit.
Die Musiker des Orchesters sind keine musizierenden Polizeibeamten, sondern Berufsmusiker mit Hochschulabschluss an ihrem jeweiligen Instrument, die für den Musikdienst bei der Polizei angestellt sind. Träger des Orchesters ist die Bayerische Polizei und damit der Freistaat Bayern.
Die instrumentale Vielseitigkeit der Musikerinnen und Musiker ermöglicht neben dem großen Blasorchester in Harmoniebesetzung die Zusammenstellung verschiedener Kleinbesetzungen. Diese Kammermusikgruppen des Polizeiorchesters treten etwa 100 Mal pro Jahr ausschließlich bei musikalischen Umrahmungen von staatlichen Festakten auf.

## Konzerte und Repertoire

### Repertoire
Das Repertoire des Polizeiorchesters Bayern ist sehr umfangreich. Es umfasst originale Kompositionen der sinfonischen Blasmusik sowie Bearbeitungen von Ouvertüren,
Filmmusik, Musicals und Opernauszügen. Auch zeitgenössische Musik und Uraufführungen sinfonischer Blasmusik stehen auf dem Programm des Klangkörpers. Regelmäßig werden Gemeinschaftsprojekte mit anderen musikalischen Institutionen wie mit den Regensburger Domspatzen oder dem Melton Tuba-Quartett umgesetzt.
Des Weiteren wirkt das Orchester regelmäßig bei Festivals und besonderen Projekten mit.

### Festivals
- 6. Deutsches Musikfest in Osnabrück 2019, 7. Deutsches Musikfest in Ulm und Neu-Ulm 2025[6]
- Lange Nacht der Musik in München 2018, 2019 und 2023
- Nacht der Neuen Musik in München 2018
- aDevantgarde-Festival 2015 in München
- Münchner Opernfestspiele 2013 in der Open Air Produktion Wagner vs. Verdi
- Innsbrucker Promenadenkonzerte
- Musikfestival MID Europe in Schladming

### Konzerte
- Gemeinschaftskonzerte mit der University of Michigan Marching Band in der bigBOX Allgäu und im Rahmen der Mid Europe Schladming 2025
- Konzertprojekt UNerHÖRTes mit der Hochschule für Musik Würzburg, der Musikakademie Hammelburg und dem Nordbayerischen Musikbund 2017 und 2019 in Hammelburg
- Konzert auf dem Weltsaxophonkongress in Straßburg 2015 mit Saxofourte, Joe Luloff und Jérôme Laran
- Repräsentationskonzert des Freistaates Bayern 2013 im Konzerthaus am Gendarmenmarkt Berlin

### Sportveranstaltungen
Auch bei Sportveranstaltungen in Bayern war das Polizeiorchester Bayern mehrfach zu hören:
- Konzert am Finaltag beim FanFest der EURO 2024 im Olympiapark in München
- Konzert im Rahmen der European Championships 2022 in München[7]
- Eröffnungsveranstaltung der Special Olympics 2022 in Regensburg
- Hymnen beim Fußball-Länderspiel Deutschland gegen San Marino 2017 in Nürnberg

## Chefdirigenten
(Quellen: )
- 1951 bis 1963: Fritz Übelacker
- 1963 bis 1965: Josef Kohmünch
- 1965 bis 1969: Josef Böhm
- 1970 bis 1987: Wilhelm Koenen[10]
- 1987 bis 1994: Alfred Romeis
- 1997 bis 2006: Markus Theinert
- seit 2006: Johann Mösenbichler

## Diskographie
- Musik für Sie! Bauer Studios, Ludwigsburg 2007 BCD7350
- Ensemblemusik für Sie! Bauer Studios, Ludwigsburg 2007 BCD 7351
- Konzerte für Violoncello und Bläser. Bauer Studios, Ludwigsburg 2007 BCD 7364
- Mit Schwung ins neue Jahr. Bauer Studios, Ludwigsburg 2008 BCD 7363
- Blasmusikgala für Sternstunden e. V. Bauer Studios, Ludwigsburg 2009 BCD 7377
- Das Jüngste Gericht. Bauer Studios, Ludwigsburg 2009 BCD 7374
- Ensemblemusik 2 für Sie! Bauer Studios, Ludwigsburg 2010 BCD 7382
- Frohe Weihnacht. Bauer Studios, Ludwigsburg 2010 BCD 7379
- Solisten Feuerwerk. Bauer Studios, Ludwigsburg 2010 BCD 7381
- Jubiläumsmelodien. Bauer Studios, Ludwigsburg 2011 BCD 7393
- Musikalische Delikatessen. Bauer Studios, Ludwigsburg 2013 BCD 7405
- Droben im Hohen Süden. Bauer Studios, Ludwigsburg 2015 BCD 7424
- Markus-Passion. Bauer Studios, Ludwigsburg 2016 BCD 7437
- Die Passion Christi. Bauer Studios, Ludwigsburg 2016 BCD 7438
- Jubiläums Sommerschorle. Bauer Studios, Ludwigsburg 2016 BCD 7426
- Blue. Bauer Studios, Ludwigsburg 2017 BCD 7436
- Mit Schwung ins blaue Jahr. Bauer Studios, Ludwigsburg 2018 BCD 7454
- Wonderful Ceremonial. Bauer Studios, Ludwigsburg 2018 BCD 7463
- Himmlische Klangfarben. Bauer Studios, Ludwigsburg 2022 BCD 7484
- Versöhnung. Bauer Studios, Ludwigsburg 2024 BCD 7488
- Christmas Voices. Bauer Studios, Ludwigsburg 2024 BCD7490